# اسنوری گوجونسون
اسنوری گوجونسون (انگلیسی: Snorri Guðjónsson؛ زادهٔ ۱۷ اکتبر ۱۹۸۱) از برندگان مدال‌های بازی‌های المپیک تابستانی و بازیکن هندبال اهل ایسلند است.